# Frosinone
Frosinone é uma comuna italiana da região do Lácio, província de Frosinone, com cerca de 46.128 habitantes. Estende-se por uma área de 47 km², tendo uma densidade populacional de 960 hab/km². Faz fronteira com Alatri, Arnara, Ceccano, Ferentino, Patrica, Supino, Torrice, Veroli.
Era conhecida como Frosino no período romano.

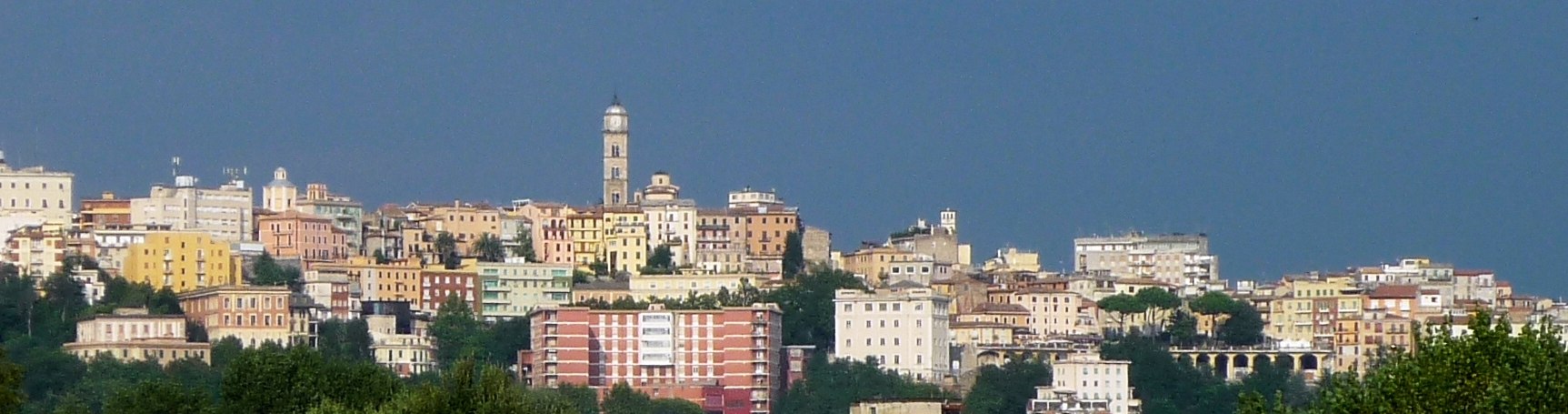
Frosinone

É a cidade natal dos papas, Hormisda, Agapito I e  Silvério

## Demografia
| Variação demográfica do município entre 1861 e 2011                               |
|                                                                                   |
| Fonte: Istituto Nazionale di Statistica (ISTAT) - Elaboração gráfica da Wikipedia |